# Delta Leonidy
delta Leonidy (δ Leonidy, DLE) – słaby rój meteorów aktywny od 15 lutego do 10 marca. Jego radiant znajduje się w gwiazdozbiorze Lwa. Maksimum roju przypada na 24 lutego, jego aktywność jest określana jako średnia, a obfitość roju wynosi 2 meteory/h. Prędkość meteorów tego roju to 23 km/s. delta Leonidy związane są z planetoidą (4450) Pan.
Rój ten został zaobserwowany po raz pierwszy w 1911 roku.